# Carl Gustav Aeckerlein

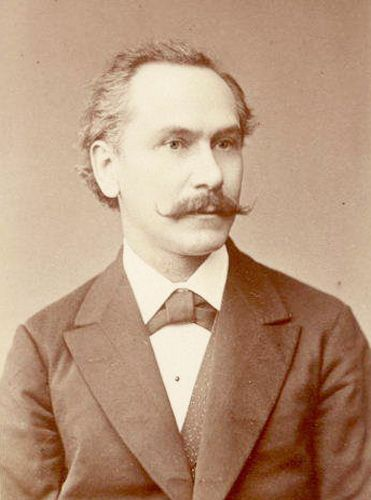
Carl Gustav Aeckerlein (um 1880)

Carl Gustav Aeckerlein (* 1832; † 1886) war ein deutscher Architekt, der vor allem in Leipzig wirkte.

## Herkunft und Familie
Aeckerleins Vorfahren stammten aus Straßburg, wanderten nach Deutschland aus und ließen sich zunächst in Bad Lauchstädt nieder. Sein Großvater Jakob Aeckerlein († 1841) erwarb 1805 in Leipzig das am Markt gelegene, architektonisch bedeutende Hohenthalsche Haus (gegenüber dem Alten Rasthaus), führte es ab 1830 als Aeckerleins Hof fort und gründete darin Aeckerleins Keller, der sich zu einer Konkurrenz von Auerbachs Keller entwickelte.
Carl Gustav Aeckerlein war mit der aus Finnland stammenden Aurora Aeckerlein verheiratet. Ihr Sohn war der 1878 geborene, spätere Physiker Gustav Aeckerlein.

## Wirken
Die bisher älteste bekannte Arbeit Aeckerleins ist von 1856 – noch als „Bauschüler“ – ein „Entwurf zu einer Markthalle mit dem angegebenen Bauplatz“, für den er am 6. Dezember 1856 eine Große silberne Medaille der Königlich Sächsischen Akademie der Bildenden Künste verliehen bekam.
Um 1875 arbeitete er in Sozietät mit dem Leipziger Architekten E. Zeißig, das gemeinsame Büro befand sich im Haus An der Pleiße 2.
In Leipzig war er auch als Stadtverordneter kommunalpolitisch aktiv, bis er 1885 aufgrund Krankheit ausschied.
Er wurde im Erbbegräbnis der Familie Aeckerlein (Nr. 80) in der VIII. Abteilung des Neuen Johannisfriedhofs beerdigt.

## Leipziger Bauten

### Gebäude
In Leipzig schuf er u. a.
- Villa Ackermann, erbaut 1863, Lortzingstraße 19 / Emil-Fuchs-Straße (damals Zöllnerstraße), für Albin Ackermann-Teubner, den Inhaber des B. G. Teubner Verlags und Schwiegersohn des Verlagsgründers
- Wohn- und Geschäftshaus Schillerstraße 6, erbaut 1863 für den Kaufmann Wilhelm Oldenbourg,[6] seit 1937 im Besitz der Universität, heute Sitz der Fakultät für Geschichte, Kunst- und Orientwissenschaften.

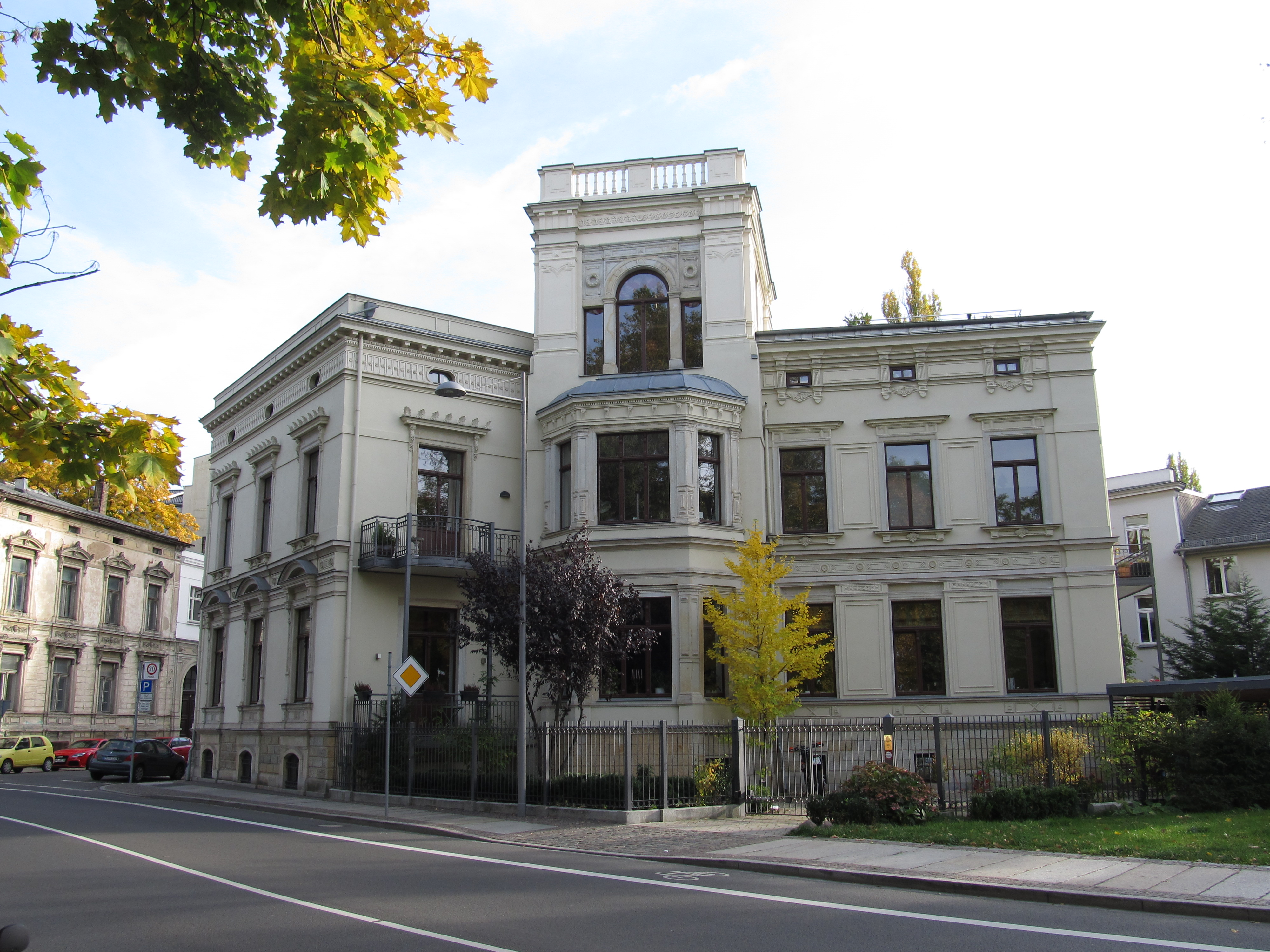
Villa Ackermann (2012)
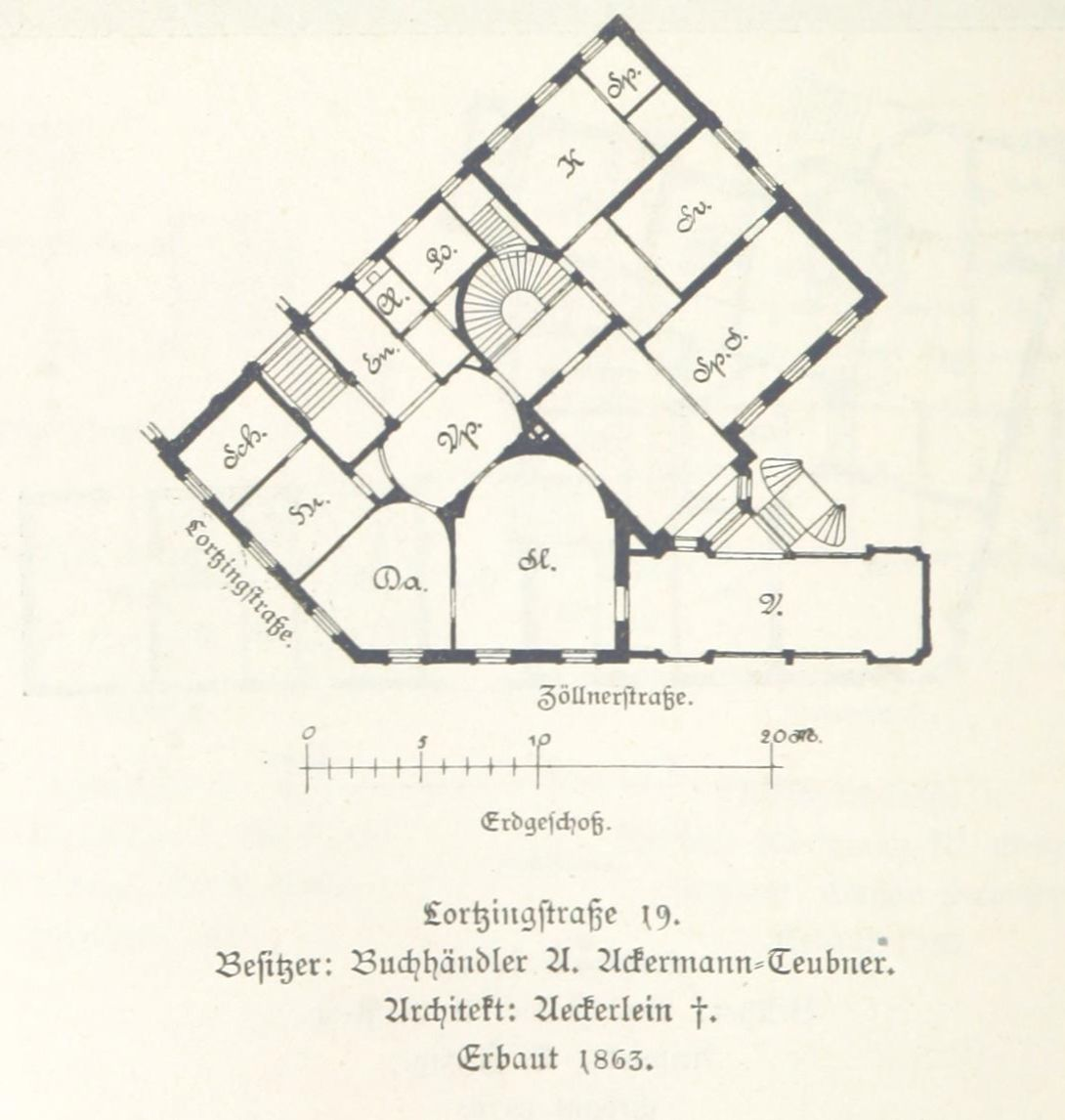
Villa Ackermann Grundriss
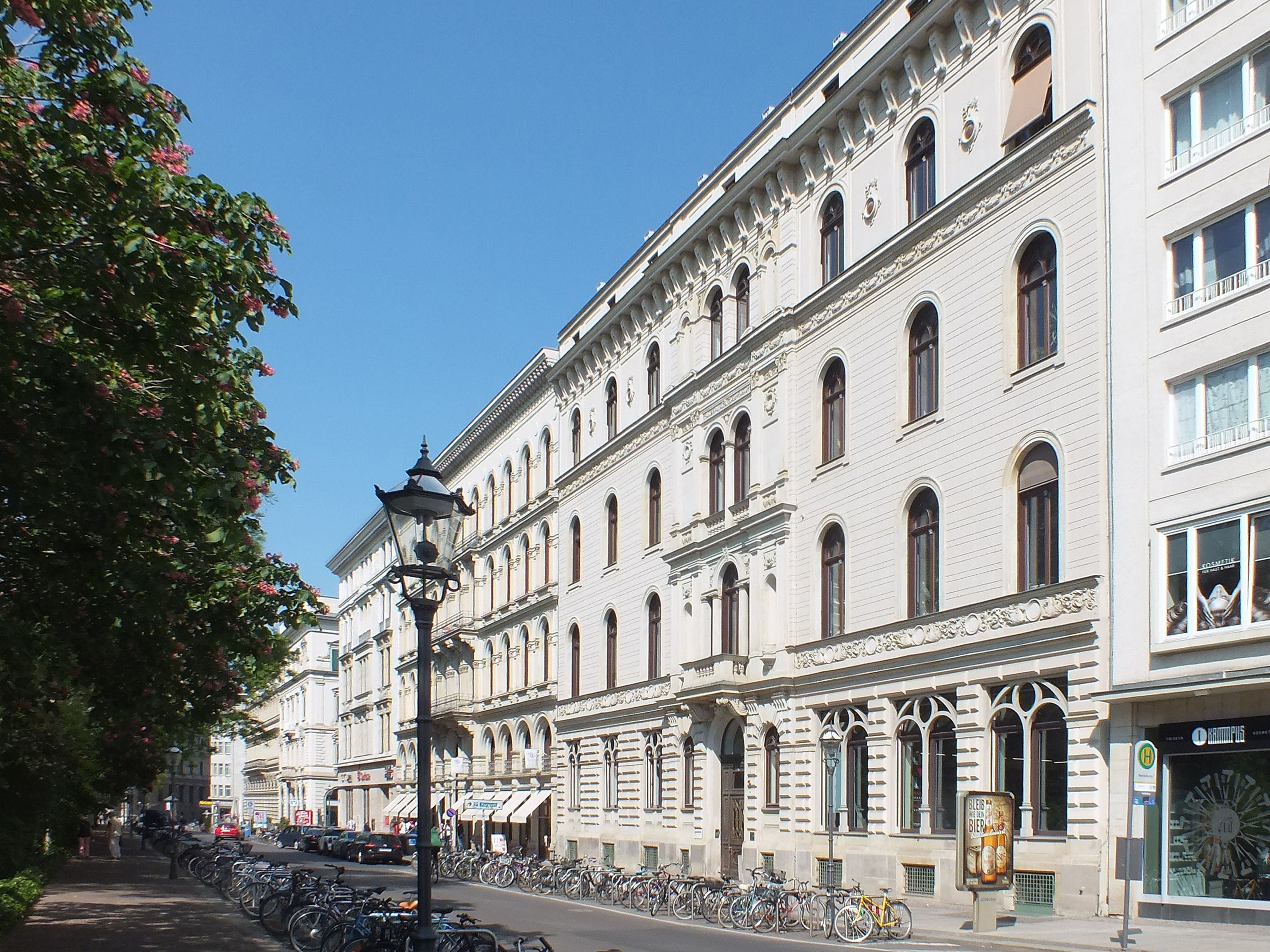
Schillerstraße 6  (2012)
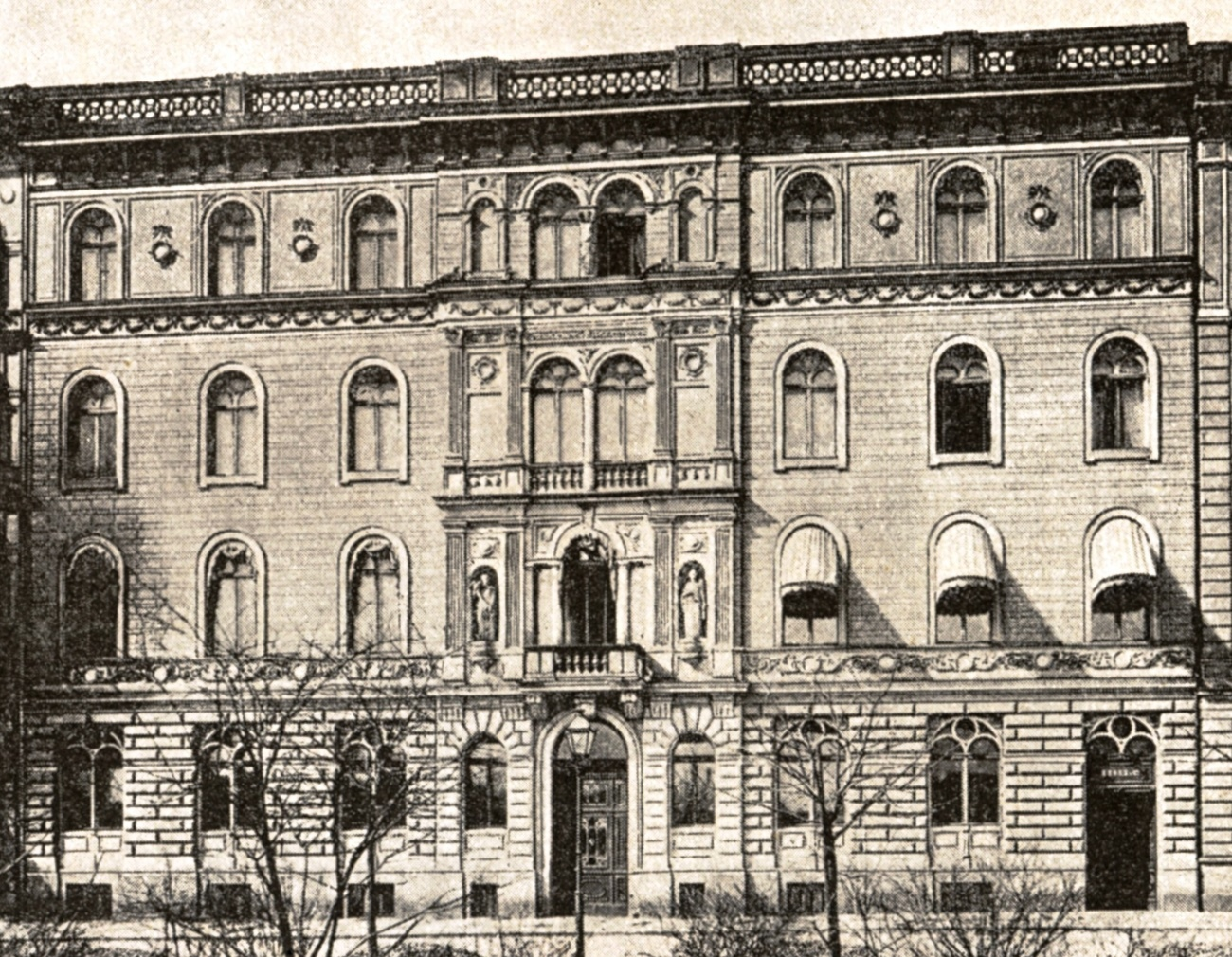
Schillerstraße 6 (um 1892)
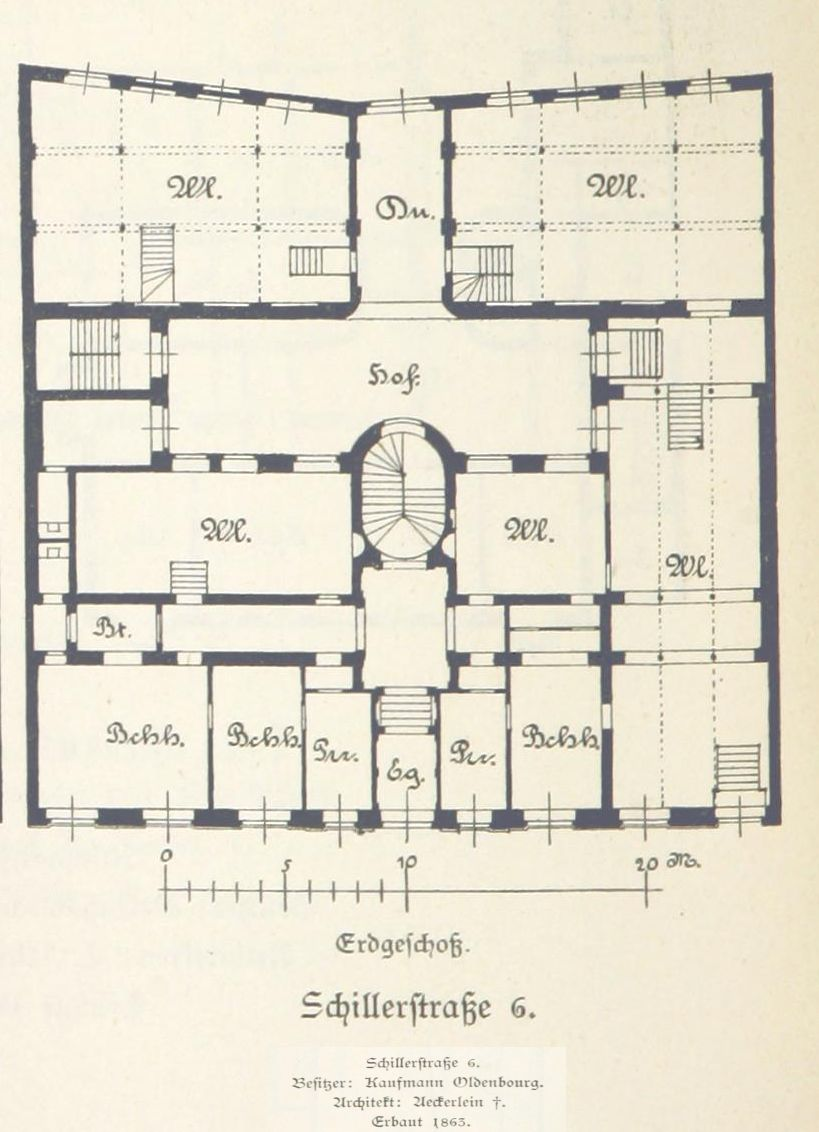
Schillerstraße 6, Grundriss

- Geschäftshaus der Allgemeinen Deutschen Credit-Anstalt (ADCA), Brühl / Goethestraße, erbaut 1872–1874 (zusammen mit E. Zeißig; nicht erhalten)[7]

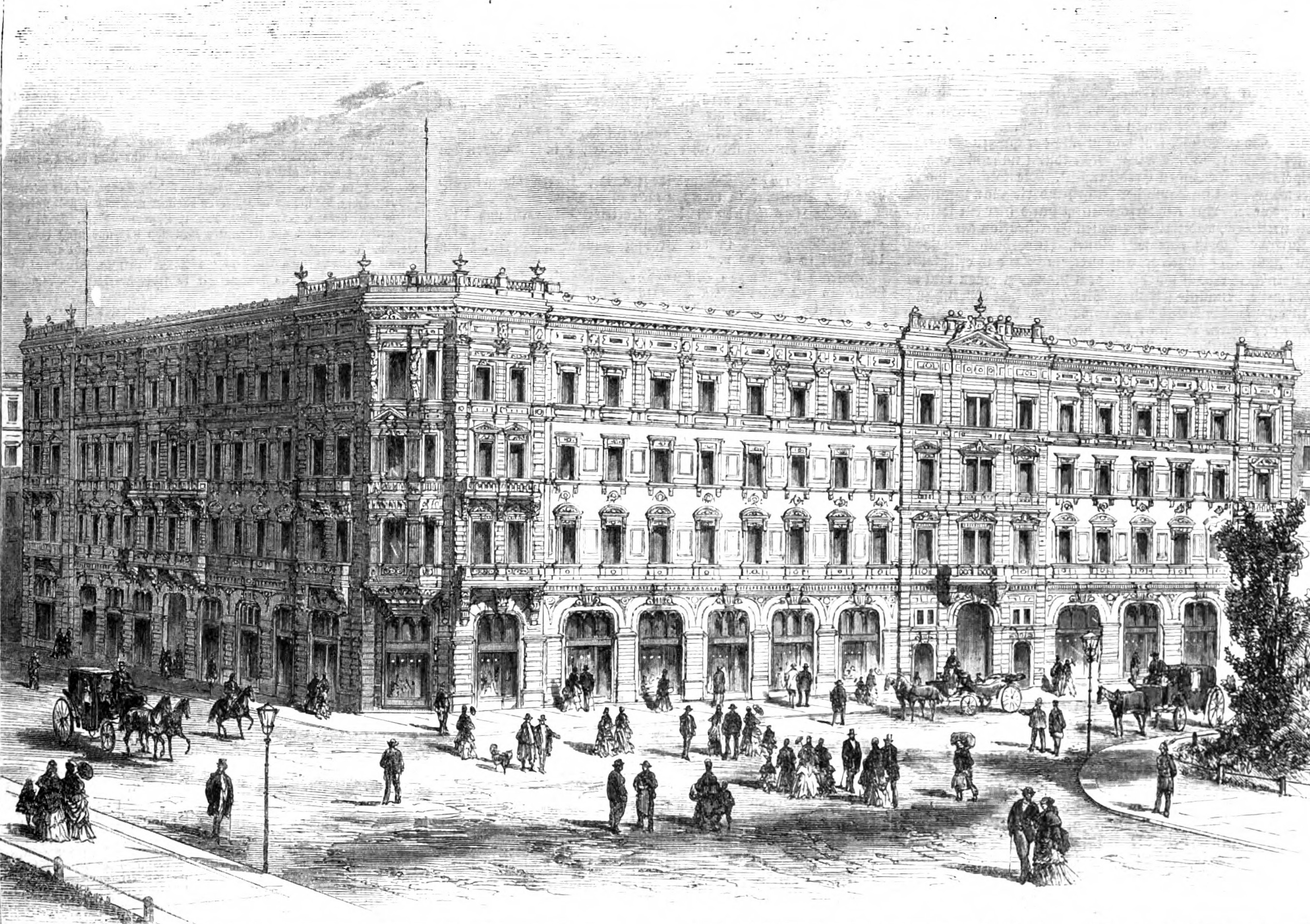
ADCA-Hauptverwaltung, Ecke Richard-Wagner-Straße (1874)
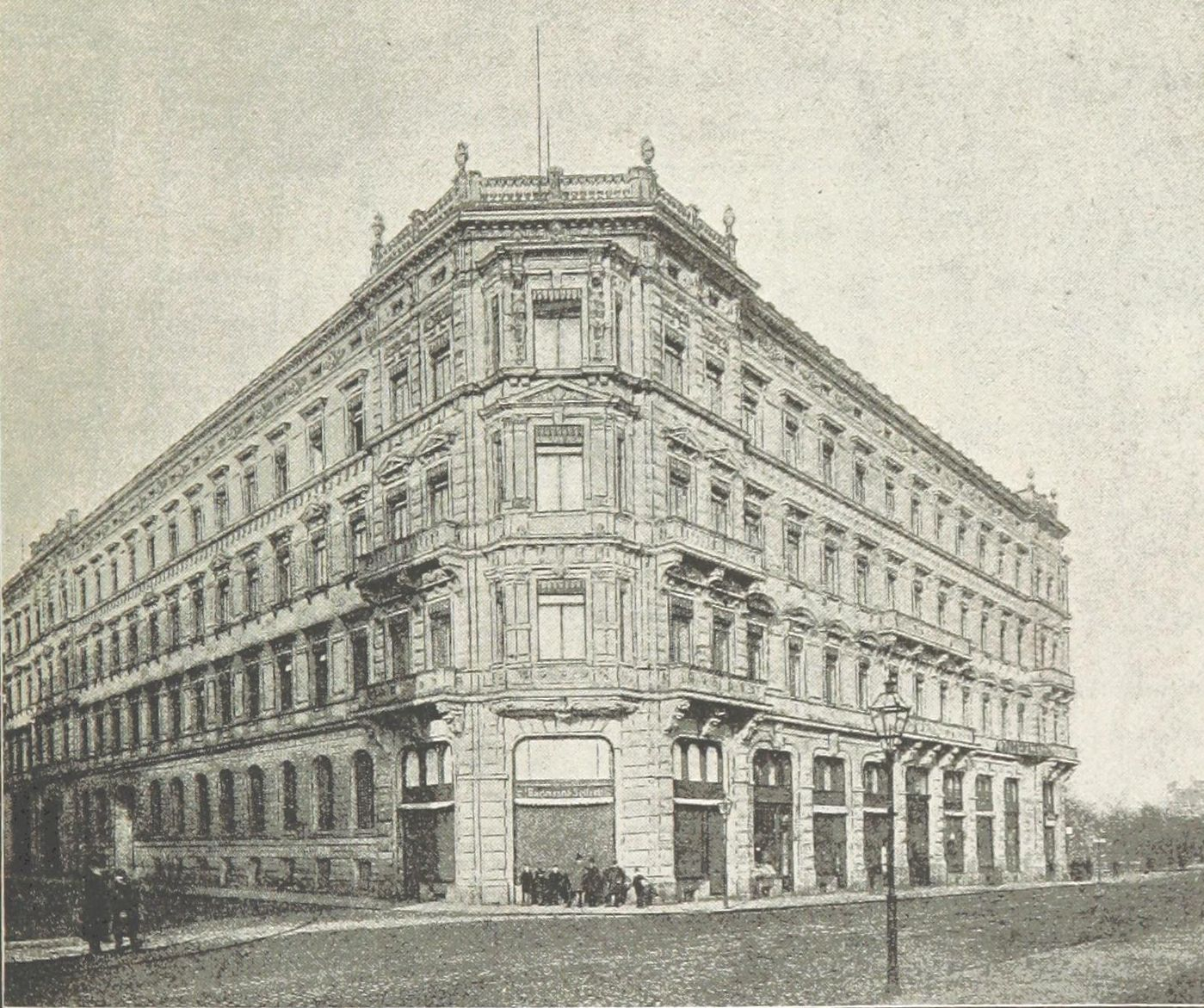
ADCA-Hauptverwaltung, Ecke Drühl (1892)
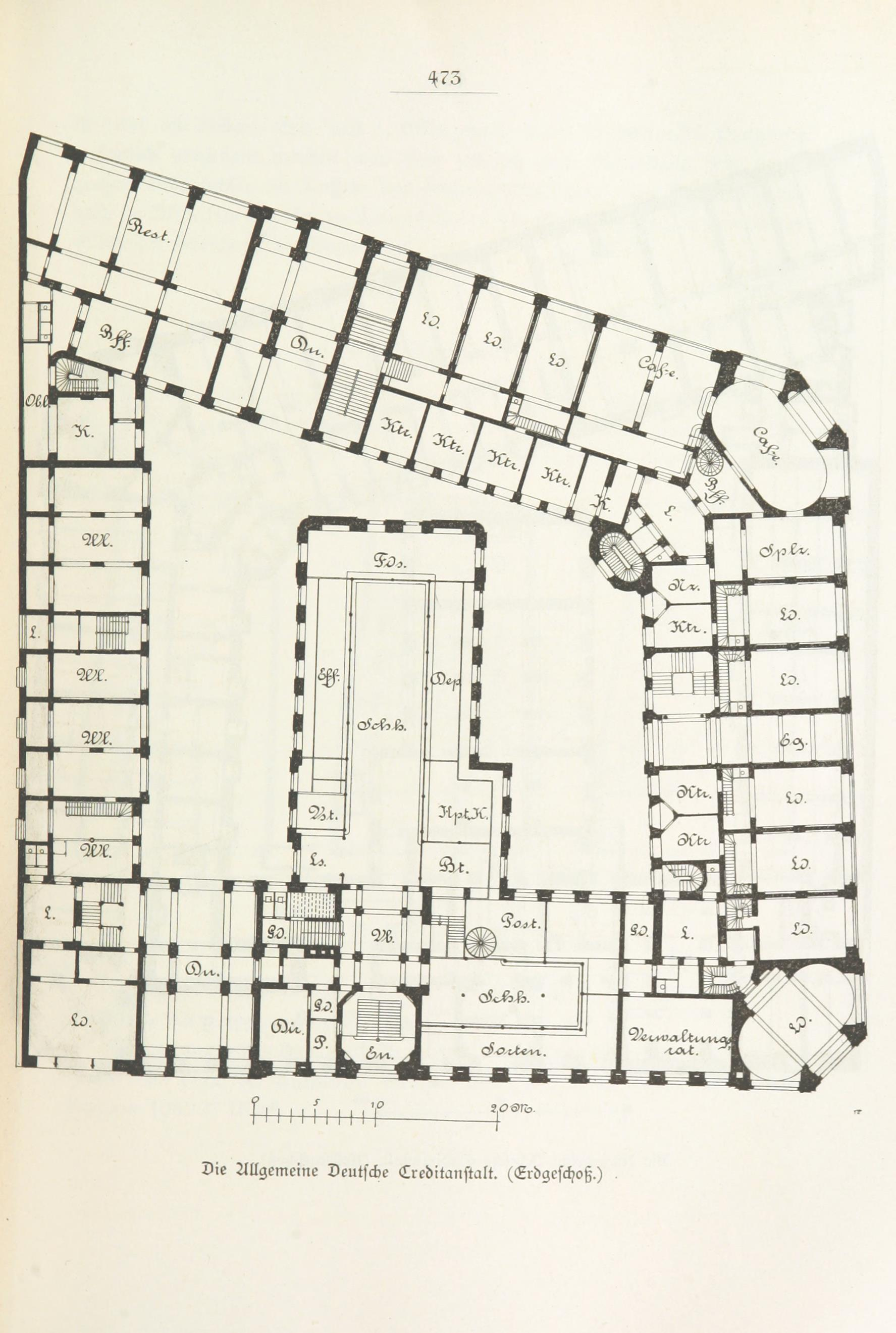
ADCA-Hauptverwaltung Grundriss
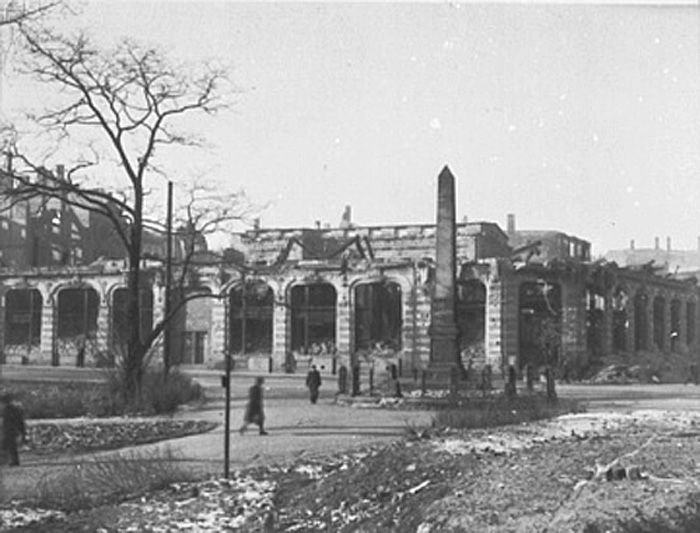
ADCA-Hauptverwaltung zerstört (1946)

### Denkmäler
- Gustav-Harkort-Denkmal (mit Büste von Bildhauer Eduard Lürssen), ursprünglich am 9. Juli 1878 auf der Promenade eingeweiht; heute am westlichen Ende des Querbahnsteigs im Leipziger Hauptbahnhof aufgestellt.[8]

- Denkmal der Leipzig-Dresdner Eisenbahn, 1878, Goethestraße am Promenadenring.

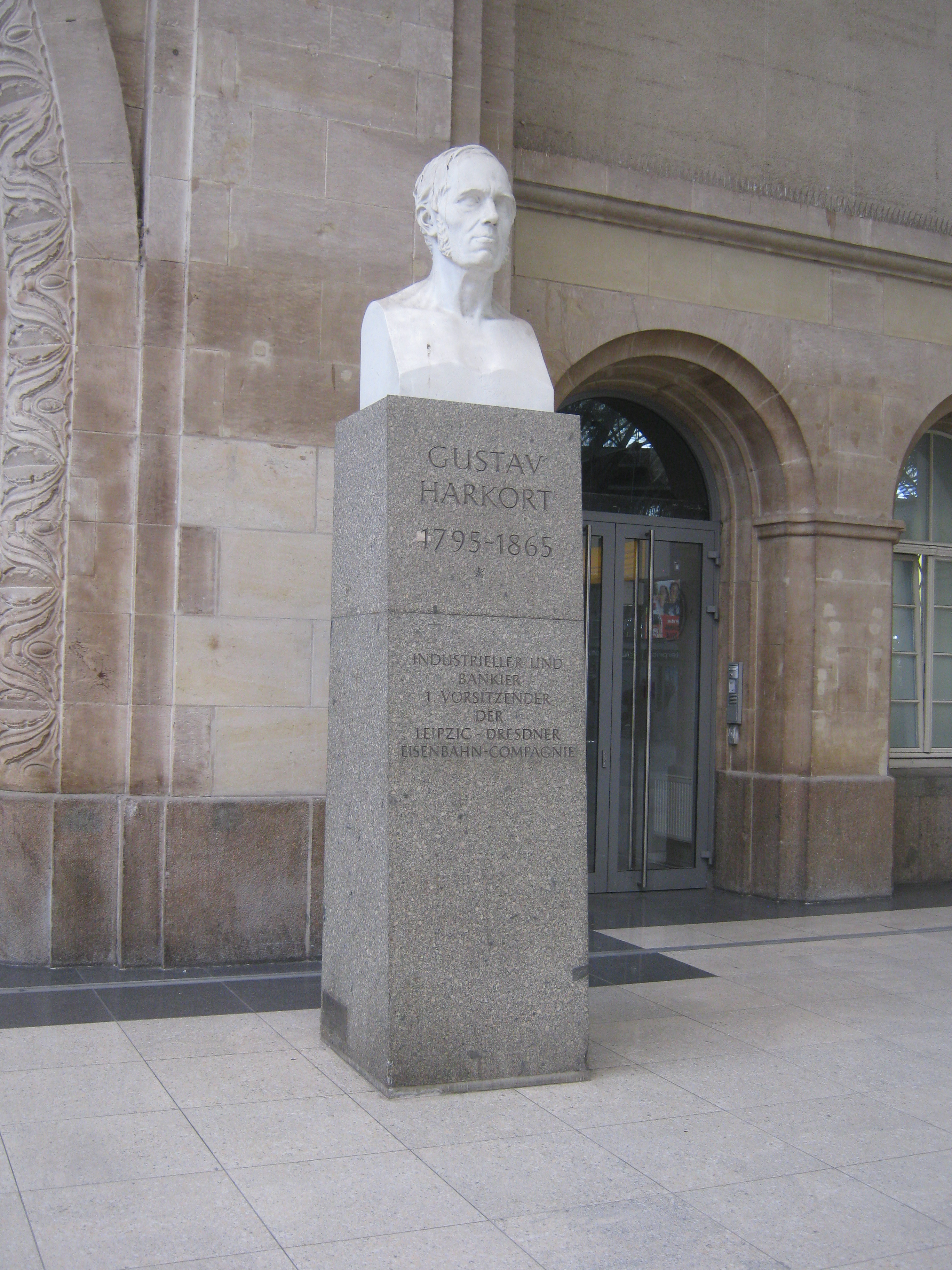
Harkort-Denkmal (2022)
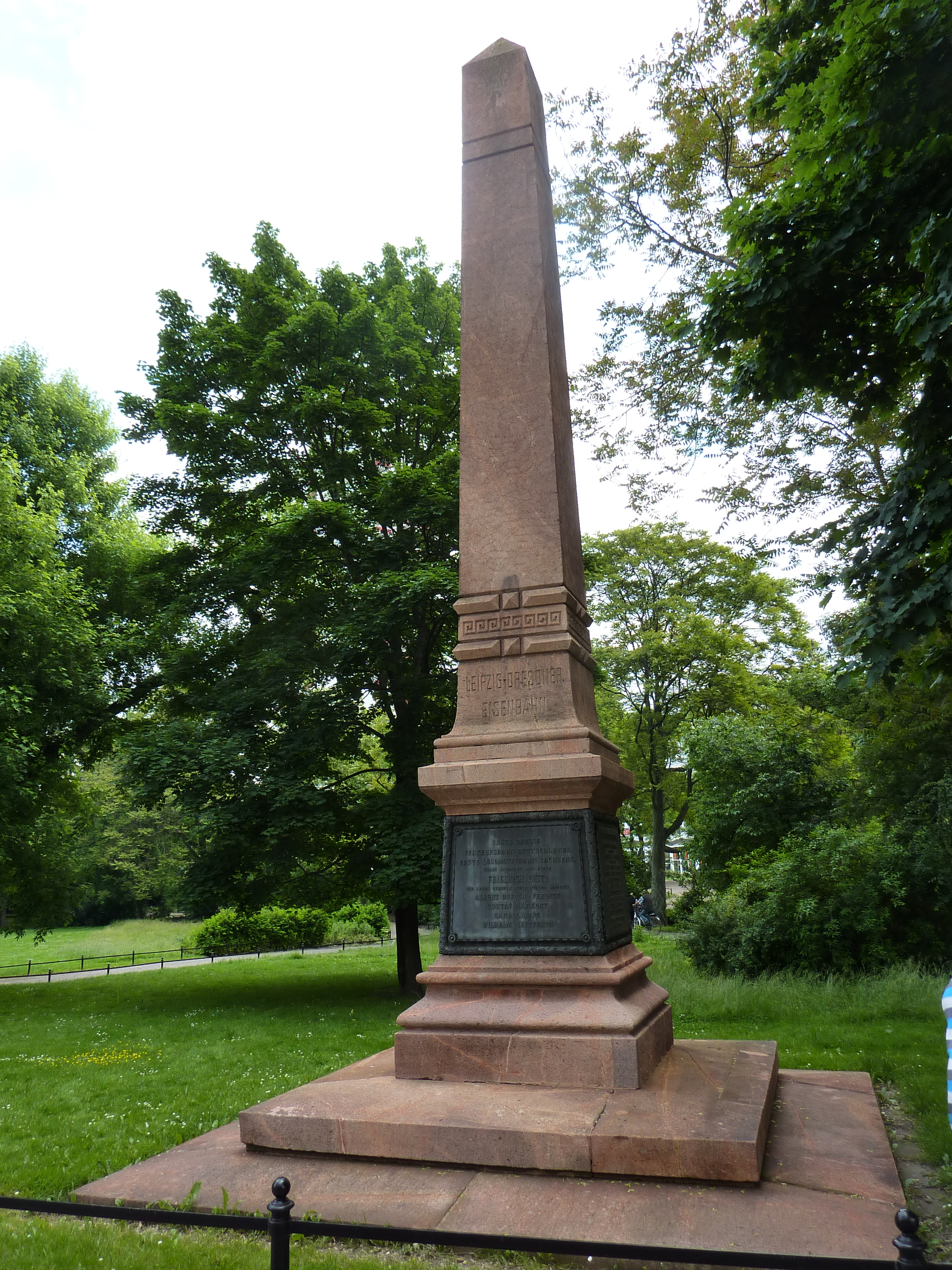
Denkmal der Leipzig-Dresdner Eisenbahn (2013)